# Landkreis Holzminden
Holzminden (udtale: [hɔltsˈmɪndən]?) er en  landkreis i den sydlige del af  den tyske delstat Niedersachsen med administrationen beliggende i byen Holzminden. Den grænser til  (med uret fra nord) landkreisene Hamelin-Pyrmont, Hildesheim and Northeim, og i delstaten Nordrhein-Westfalen kreisene Höxter og Lippe).

## Historie
Landkreisen blev oprettet i 1833 som en del af hertugdømmet  Braunschweig-Lüneburg. Den blev flyttet til den preussiske Provinz Hannover i 1942. Seneste ændring var i 1974.

## Geografi
Landkreisen ligger i  Weserbergland mellem Hamelin og Göttingen. Floden  Weser danner den sydvestlige grænse af området, og løber vider gennem de nordlige dele.

## Byer og kommuner
Landkreisen havde 70975  indbyggere pr.  2018-12-31

| Byer |  |  |
| --- |  |  |
| 1. Delligsen, flække (7832) 2. Holzminden, administrationsby (19998) Samtgemeinden - 1. Samtgemeinde Bevern (5880) 1. Bevern, flække * (3879) 2. Golmbach (914) 3. Holenberg (399) 4. Negenborn (688) - 2. Samtgemeinde Bodenwerder-Polle (14869) 1. Bodenwerder, by * (5561) 2. Brevörde (629) 3. Halle (1487) 4. Hehlen (1839) 5. Heinsen (767) 6. Heyen (446) 7. Kirchbrak (981) 8. Ottenstein, Flecken (1187) 9. Pegestorf (377) 10. Polle, flække (1203) 11. Vahlbruch (392) - 3. Samtgemeinde Boffzen (6755) 1. Boffzen * (2760) 2. Derental (583) 3. Fürstenberg (1014) 4. Lauenförde, flække (2398) - 4. Samtgemeinde Eschershausen-Stadtoldendorf (15641) 1. Arholzen (406) 2. Deensen (1336) 3. Dielmissen (758) 4. Eimen (872) 5. Eschershausen, by (3490) 6. Heinade (857) 7. Holzen (532) 8. Lenne (649) 9. Lüerdissen (408) 10. Stadtoldendorf, by * (5757) 11. Wangelnstedt (576) |  |  |